# Stimulantia
Stimulantia (meervoud van stimulans) of psychostimulantia zijn geneesmiddelen die behoren tot de psychofarmaca. Voorschrijven van stimulantia gebeurt door een arts of psychiater, na het stellen van een diagnose.

## Werking
Stimulantia hebben een stimulerende werking op het zenuwstelsel. Hierdoor worden de impulsen die door de zenuwcellen door het lichaam worden verstuurd, beter voortgeleid. De motoriek kan hierdoor veranderen (in het algemeen verbeteren). De paradox dat mensen met een aandoening als ADHD gebaat zijn bij een stimulerend middel (Ritalin), is te verklaren uit het feit dat ook hersengebieden die zorgen voor impulscontrole (zoals de prefrontale cortex) gestimuleerd worden. Het is bekend dat een groot aantal mensen met ADHD 's avonds voor het slapen gaan een kop koffie drinkt om beter in slaap te kunnen komen. Het is moeilijk om vooraf te voorspellen hoe een patiënt reageert op stimulantia, en wat de dosering is waarbij de patiënt goed functioneert. De reacties op dit type medicijn zijn ontzettend uiteenlopend, evenals de individuele bijwerkingen. Zo kan de bloeddruk van de patiënt aanzienlijk stijgen, maar evengoed aanzienlijk dalen onder invloed van deze middelen. De werking van de meeste stimulantia is slechts van korte duur: na 3 tot 6 uur is het middel (vaak abrupt) uitgewerkt, en moet een volgende dosis worden ingenomen. Tegenwoordig zijn er capsules op de markt waarin het middel heel geleidelijk wordt afgegeven.

## Toepassingen
Stimulantia worden in de psychiatrie voorgeschreven aan patiënten bij wie bepaalde gebieden in de hersenen "ondergestimuleerd" zijn. Met name bij behandeling van kinderen en volwassenen met ADHD worden stimulantia voorgeschreven. In het verleden  zijn deze middelen voorgeschreven als vermageringsmiddel, omdat een van de meest voorkomende bijwerkingen een gebrek aan eetlust is. Tegenwoordig worden stimulantia niet meer voor dit doel voorgeschreven.

## Middelen die onder stimulantia vallen
De bekendste middelen zijn:
- methylfenidaat, beter bekend onder de merknamen Ritalin (of Ritaline) en Concerta
- amfetamine
- dextro-amfetamine
- pemoline

Maar ook cafeïne, een bestanddeel van onder meer koffie, energiedranken en colapreparaten, valt onder de stimulantia. In energiedranken bevinden zich meestal meerdere stimulantia, tot wel drie of vier soorten in enkele merken.

## Misbruik
Stimulantia kunnen in de sport worden aangewend als doping. Onder meer in de wielrensport nam dit ongeoorloofd gebruik een hoge vlucht in de jaren 60, onder meer van het middel Réactivan. Met name de aan doping gerelateerde dramatische dood van wielrenner Tom Simpson tijdens de beklimming van de Mont Ventoux op 13 juli 1967 tijdens de Ronde van Frankrijk 1967 leidde tot een sterke roep om verdere bestrijding, hoewel het probleem alsmaar niet kon worden uitgeroeid, doordat sporters en medische begeleiders telkens andere stimulerende middelen vonden alsook methoden om dopingtests te misleiden.